# Pindúr pandúrok: A mozifilm
A Pindúr pandúrok: A mozifilm (eredeti cím: The Powerpuff Girls Movie) 2002-ben bemutatott amerikai 2D-s számítógépes animációs film, amely az 1998-as Pindúr pandúrok című rajzfilmsorozat alapján készült. A mozifilm a Cartoon Network Studios gyártásában készült, a Warner Bros. Pictures forgalmazásában jelent meg. Műfaja sci-fi filmvígjáték.
Amerikában 2002. július 3-án mutatták be a mozikban, Magyarországon 2003. július 3-án adták ki DVD-n.

## Szereplők
| Szereplő                 | Eredeti hang             | Magyar hang               |
| ------------------------ | ------------------------ | ------------------------- |
| Sziporka                 | Cathy Cavadini           | Törtei Tünde              |
| Puszedli                 | Tara Strong              | Vadász Bea                |
| Csuporka                 | Elizabeth Daily          | Kiss Virág                |
| Utónium professzor       | Tom Kane                 | Kautzky Armand            |
| Mohó Jojo                | Roger L. Jackson         | Csuja Imre                |
| Miss Keane               | Jennifer Hale            | Koffler Gizi              |
| Kisagyszony              | Jennifer Martin          | Kocsis Mariann            |
| Narrátor                 | Tom Kenny                | Kőszegi Ákos              |
| Bogármester              | Tom Kenny                | Dobránszky Zoltán         |
| Mitch Mitchelson         | Tom Kenny                | Seder Gábor               |
| Arturo                   | Tom Kenny                | Breyer Zoltán             |
| Kígyó                    | Tom Kenny                | Szokol Péter              |
| Ka-Ching Ka-Ching        | Tom Kenny                | Pálfai Péter              |
| Linda                    | Grey DeLisle             | F. Nagy Erika             |
| Anyuka az állatkertben   | Grey DeLisle             | Grúber Zita               |
| Ász                      | Jeff Bennett             | Zágoni Zsolt              |
| Baboon Kaboom            | Jeff Bennett             | Kossuth Gábor             |
| Hacha Chacha             | Jeff Bennett             | Pálfai Péter              |
| Nagy Billy               | Jeff Bennett             | –                         |
| Féreg                    | Jeff Bennett             | (saját hangján)           |
| Go-Go Patrol             | Jeff Bennett             | Kossuth Gábor Seder Gábor |
| Hota Wata                | Rob Paulsen              | Seder Gábor               |
| Blah-Blah Blah-Blah      | Rob Paulsen              | Breyer Zoltán             |
| Killa Drilla             | Rob Paulsen              | Szokol Péter              |
| Doot Da Doot Da Doo Dook | Rob Paulsen              | Kossuth Gábor Seder Gábor |
| Ojo Tango                | Kevin Michael Richardson | Pálfai Péter              |
| Rocko Socho              | Kevin Michael Richardson | Zágoni Zsolt              |
| I.P. Host                | Phil LaMarr              | Breyer Zoltán             |
| Local Anchor             | Phil LaMarr              | Seder Gábor               |

## Déja View
A Pindúr pandúrok: A mozifilm miatt egy Pindúr pandúrok epizód Déja View néven félre lett dobva a készítők által, viszont képregényben létezik.

## Televíziós megjelenések
HBO, RTL Klub 